# Henri Perrot
Pour les articles homonymes, voir Perrot.
Henri Perrot, né le 21 août 1883 à Paris et mort le 22 septembre 1960 à Monaco, est un ingénieur français qui fait partie des pionniers de l'automobile de la fin du XIXe et du début du XXe siècle. 
Il est dépositaire et détenteur de nombreux brevets dans le domaine du freinage automobile. Ses principes seront ensuite étendus à l'aéronautique. 

## Biographie

### Jeunesse et débuts
Henri Perrot est né le 21 août 1883 à Paris 15e, 50 place Saint-Charles. Fils de Françoise Esterle et de François Perrot, mécanicien chez le constructeur automobile Brasier.
Henri fait ses études au lycée Jean-Baptiste-Say et entre comme boursier à l'École des arts et métiers en 1899, à l'âge de 16 ans.
À sa sortie d'école, en 1902, il rentre chez Brasier et participe à la conception de la voiture qui remportera en 1904 et 1905, la coupe Gordon Bennett. La voiture est conduite par Léon Théry. À cette occasion, Henri Perrot reçoit la Grande médaille de bronze de la Chambre syndicale du commerce de l'automobile (CSCA), « en récompense pour le service que vous avez rendu à l'Industrie française de l'automobile, en contribuant dans une large mesure à la construction de la voiture qui nous a conservé la coupe automobile Gordon Bennett. »

### Années en Écosse et en Angleterre
En 1908, Henri Perrot quitte Brasier pour rentrer chez Argyll à Alexandria en Écosse. Il dépose là son premier brevet concernant le freinage des roues avant (brevet anglais no 6807 du 18 mars 1910 par Henri Perrot et Rubury).
Au salon Olympia de Londres (Olympia Hall) en novembre 1910, une Argyll 12 ch avec commande des freins avant par pédale et commande des freins arrière par levier est exposée. Au même salon, en mars 1912, Argyll présente une voiture de 15 ch dont les freins sur les quatre roues sont commandés simultanément par pédale ou par levier au choix du conducteur. Ce système sera ensuite breveté aux États-Unis le 21 octobre 1913.
En 1912 et 1913, Henri Perrot dessine chez Argyll une voiture avec moteur sans soupape et avec un pont arrière à vis sans fin qui bat, en mai 1913, les records du monde de temps et de distance sur 7, 8, 9, 10, 11, 12, 13, et 14 heures, et sur 600, 700, 800, 900 et 1 000 miles.
En août 1914, à la déclaration de la guerre, 1 500 Argyll équipées du système de freinage d'Henri Perrot, dit « intégral », circulent au Royaume-Uni.

### Généralisation du système de freinage intégral
En 1919, le constructeur automobile Delage installe le système de freinage sur ses châssis 6-cylindres, ainsi qu'Hispano-Suiza sur une voiture dessinée par Marc Birkigt avec servo-freins mécaniques. En juin de la même année, Talbot obtient une licence pour le système de freinage. En 1925, plus de cinquante marques automobiles dans le monde utiliseront ce système de freinage.
Des négociations ont lieu dès 1920 avec Renault, mais elles n'aboutissent pas. Cependant, au Salon automobile de 1920, Henri Perrot fait une saisie arrêt sur un véhicule Renault comportant un dispositif de freinage intégral dérivé des brevets Henri Perrot. Il obtient gain de cause et une licence est accordée à Renault en 1921.
Le Grand Prix d'endurance du Mans 1924 voit les trois premières voitures (1er Bentley 3 Litre, 2e et 3e Lorraine-Dietrich B3-6) équipées des freins Perrot.

### Années américaines

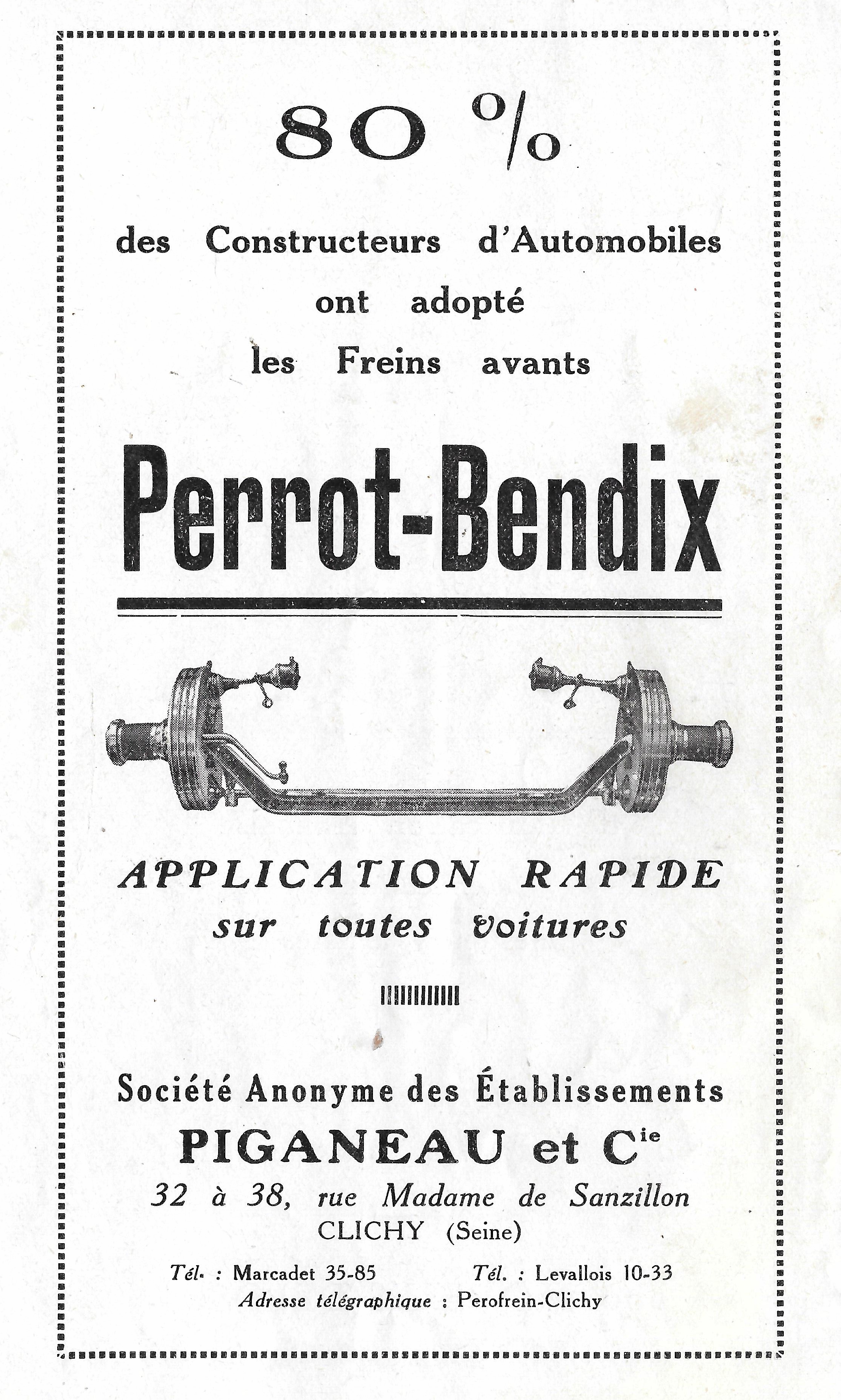
Publicité pour les freins Perrot-Bendix.

Albert Champion (bougies A.C.) présente Henri Perrot à la General Motors en juin 1922 et une Cadillac est équipée en prototype avec le système de freinage intégral. Un contrat de licence est signé le 23 septembre 1922, mais ce contrat ne sera pas respecté par GM[pourquoi ?].
Vincent Bendix (en), un industriel et inventeur américain qu'il avait rencontré en France, achète les droits sur les brevets pour les États-Unis et améliore le système avec Perrot. Ils créent la Bendix-Perrot Brake Co. qui deviendra très rentable.
En 1923, les premières Buick sont fabriquées avec le système de freinage Perrot.
En 1924, Bendix-Perrot Brake Co. est cotée en bourse et renommée « The Bendix Corporation ».
Ford sera la dernière société aux USA à adopter le système de freinage Henri Perrot.

### Fin de carrière, reconnaissance et publications
Henri Perrot prend sa retraite en 1949 des établissements Perrot Piganeau, transformés en 1936 en Société anonyme Bendix. Il reste ingénieur-conseil pour la société française des freins hydraulique Lockheed, à Saint-Ouen et pour la société Ame du Ferodo. Il est président de la Société des ingénieurs de l'automobile de 1950 à 1953.
Il est fait chevalier de l'ordre de la Légion d'honneur le 13 février 1949 et commandeur du Mérite civil espagnol en octobre 1952.
En 1956, il est le coauteur d'un ouvrage important, Le Freinage des véhicules automobiles sur route, publié par Eyrolles à Paris. Cet ouvrage est classé hors concours au Grand prix de la mécanique de 1955. Il meurt en 1961 à Monte-Carlo.